# Élections législatives comoriennes de 2004
Les élections législatives comoriennes de 2004 ont lieu les 18 et 25 avril 2004 afin de pourvoir 18 des 33 sièges de l'Assemblée de l'Union des Comores après la dissolution de l'Assemblée le 30 avril 1999 à la suite d'un coup d'État.
18 sièges sont à pourvoir lors de ce scrutin majoritaire à deux tours pour un mandat de cinq ans, les 15 autres sièges étant soumis au suffrage indirect via les assemblées des trois îles.
Pour la première fois, une femme, Djoueria Abdallah, siège au sein de l'Assemblée de l'Union.

## Résultats
| Parti                                    | Sièges au premier tour | Sièges au second tour | Sièges au total |
| ---------------------------------------- | ---------------------- | --------------------- | --------------- |
| Camp des îles autonomes                  | 8                      | 4                     | 12              |
| Convention pour le renouveau des Comores | 2                      | 4                     | 6               |
| Total                                    | 10                     | 8                     | 18              |